# Транспортная накладная
Транспортная накладная — накладная, предназначенная для оформления перевозки грузов, отправляемых по железным дорогам, водным путям, воздушным и автомобильным транспортом, является первичным документом.

## Определение
Согласно БСЭ транспортная накладная — это первичный документ, предназначенный для перевозки грузов, отправляемых по железным дорогам, водным путям, воздушным и автомобильным транспортом. Регулирует отношения между участниками перевозки грузов: перевозчиком, отправителем и получателем груза. Транспортная накладная служит для оформления и удостоверения договора перевозки груза и представляется грузоотправителем перевозчику вместе с грузом, сопровождает груз на пути его следования от пункта приёма груза к перевозке до пункта получения груза.